# Claudio Rodríguez Cataldo
Claudio Rodríguez Cataldo (24 de septiembre de 1954) es un político chileno. Desde 1990 hasta 1998 fue diputado por el distrito n.º 11. Entre marzo de 2018 y julio de 2021 se desempeñó como gobernador de la Provincia de San Felipe de Aconcagua.

## Biografía
Nace el 24 de septiembre de 1954. Casado con Isabel Gómez, tiene tres hijos.
Los estudios secundarios los realiza en el Instituto Abdón Cifuente de San Felipe. Los superiores los efectúa en la Universidad Católica de Valparaíso, donde cursa la carrera de Comercio.
En el ámbito profesional desempeña numerosos cargos, tales como el de Contador de la Ilustre Municipalidad de Valparaíso y el director de Administración y Finanzas de la Ilustre Municipalidad de Quilpué. Asimismo, asume la dirección del Centro de Desarrollo Integral para la Educación y Cultura de San Felipe.
Designado Alcalde de San Felipe desde 1987 hasta 1989.
Posteriormente, ingresa al partido de Renovación Nacional, dedicándose a articular el funcionamiento regional de esta colectividad.
En 1989 es electo Diputado por la Quinta región, distrito N.°11 (Los Andes, San Esteban, Calle Larga, Rinconada, San Felipe, Putaendo, Santa María, Panquehue, Llaillay, Catemu), para el período 1990-1994. En su labor parlamentaria integra las Comisiones de Agricultura. Además, participa de las Comisiones Especiales de Desarrollo de la Quinta región, de Drogas, de la Situación Carcelaria y la de Uvas Envenenadas. También, ejerce como Subjefe del Comité de Diputados de su partido.
En 1990 funda la Corporación para el Desarrollo de Aconcagua, efectuando igual gestión en Putaendo en 1993.
Ese mismo año, 1993 es reelecto Diputado para el período siguiente, de 1994 a 1998. Pasa a formar parte de las Comisiones de Defensa Nacional y de Educación, Cultura, Ciencias y Tecnología, Deportes y Recreación.
Buscó la reelección como diputado en las elecciones de 1997, sin éxito.
En 2009 presentó una candidatura independiente a diputado por el distrito 11, sin resultar electo.
El 11 de marzo de 2018 asumió como Gobernador de la Provincia de San Felipe de Aconcagua bajo el gobierno de Sebastián Piñera. Actualmente también es gerente del Instituto de Seguridad del Trabajo.

## Historial electoral

### Elecciones parlamentarias de 1989
- Elecciones parlamentarias de 1989 a Diputado por el distrito 11 (Calle Larga, Catemu, Llay-Llay, Los Andes, Panquehue, Putaendo, Rinconada, San Esteban, San Felipe y Santa María) [3]

### Elecciones parlamentarias de 1993
- Elecciones parlamentarias de 1993 a Diputado por el distrito 11 (Calle Larga, Catemu, Llay-Llay, Los Andes, Panquehue, Putaendo, Rinconada, San Esteban, San Felipe y Santa María) [4]

### Elecciones parlamentarias de 1997
- Elecciones parlamentarias de 1997 a Diputado por el distrito 11 (Calle Larga, Catemu, Llay-Llay, Los Andes, Panquehue, Putaendo, Rinconada, San Esteban, San Felipe y Santa María) [5]

### Elecciones parlamentarias de 2009
- Elecciones parlamentarias de 2009 a Diputado por el distrito 11 (Calle Larga, Catemu, Llay-Llay, Los Andes, Panquehue, Putaendo, Rinconada, San Esteban, San Felipe y Santa María)[6]